# قوانلو
قوانلو یا قویونلو (در ترکی به معنای «قبیلهٔ [صاحب] گوسفند») نام یکی از طایفه‌های ایل قاجار است. قوانلوها در کنار دولوها یکی از دو شاخه قدرتمند ایل قاجار و رقیب یکدیگر به‌شمار می‌آمدند. ایل قاجار بیش از نیم قرن در تلاش برای رسیدن به قدرت بود، تا سرانجام در اواخر قرن هجدهم آقامحمدخان قاجار که به طایفه قوانلو تعلق داشت، پس از زد و خوردهای فراوان، جانشینان کریم خان زند و سایر رقبای خود را از میان برده و سلسله قاجار را بنیان گذاشت. او که از اختلافات درون ایلی قاجار آگاه بود، در همان سال‌های نخست پادشاهی خود تصریح کرد که تاج و تخت قاجار باید به نخستین فرزند پسری که از وصلت دو طایفه به وجود می‌آید تعلق گیرد. از این رو مادران عباس میرزا (ولیعهد فتحعلی‌شاه)، و محمدشاه، سومین پادشاه قاجاریه، هر دو از خاندان دولو بودند.
قوانلوها شامل دو خانواده مهم می‌شدند:
- خانواده سلطنتی قاجار شامل برادران و برادرزادگان آقامحمدخان که جد اعلای آنان فتحعلی‌خان قاجار سردار شاه تهماسب دوم بود.
- دومین خانواده نوادگان امیرسلیمان خان قاجار قوانلو هستند که خانواده مادری ناصرالدین‌شاه به‌شمار می‌آیند. مهد علیا مادر ناصرالدین‌شاه نوه امیرسلیمان خان بود. اعضای این خانواده از جمله عضدالملک، انوشیروان خان عین‌الملک، مهدی‌قلی‌خان مجدالدوله و … از رجال و درباریان نیمه دوم سلطنت قاجاریه هستند.